# Merodesmus compactilis
Merodesmus compactilis är en mångfotingart som först beskrevs av Carl Eduard Adolph Gerstäcker 1873.  Merodesmus compactilis ingår i släktet Merodesmus och familjen Gomphodesmidae. Inga underarter finns listade i Catalogue of Life.